# Dispersion (kemi)
En dispersion eller ett disperst system är en blandning av ämnen som inte är lösliga i varandra, utan föreligger i två eller flera faser, där den så kallade dispersa fasen finns som fasta partiklar, vätskedroppar eller gasbubblor i den andra, kontinuerliga fasen, dispersionsmediet.
Ju mindre de dispersa delarna är, desto högre säger man att dispersionsgraden är. Mycket små partiklar, eller dispersa delar, på 1 nm till 1 μm, kallas kolloider, och sådana dispersioner kan även kallas kolloida system.

## Dispersionstyper
Vid dispersion av ett (1) ämne i ett (1) annat har man en tvåfasdispersion. Det finns åtta dispersionstyper, 
utifrån de blandade ämnenas aggregationstillstånd (fast form, vätska eller gas):
|             |        | Dispersionsmedium kontinuerlig fas | Dispersionsmedium kontinuerlig fas | Dispersionsmedium kontinuerlig fas |  |
| fast        | vätska | gas                                |                                    |                                    |  |
| ----------- | ------ | ---------------------------------- | ---------------------------------- | ---------------------------------- |  |
| Dispers fas | fast   | båda i fast fas fast sol           | fast i vätska suspension, sol      | fast i gas aerosol (rök)           |  |
| Dispers fas | vätska | vätska i fast gel                  | vätska i vätska emulsion           | vätska i gas aerosol (dimma)       |  |
| Dispers fas | gas    | gas i fast fast skum               | gas i vätska skum                  | gasblandning (ej dispersion)       |  |
|             |        |                                    |                                    |                                    |  |

## Dispergeringsmedel
För att underlätta finfördelning i en dispersion, kan man använda ytaktiva ämnen, så kallade dispergeringsmedel, eller dispergenter. I samband med emulsioner kan ett sådant ämne även kallas emulgator, eller emulgeringsmedel.